# Mesophthalma
Genre
Mesophthalma est un genre d'insectes lépidoptères de la famille des Riodinidae qui résident en Amérique du Sud.

## Dénomination
Le nom Mesophthalma leur a été donné par John Obadiah Westwood en  1851.

## Liste des espèces
- Mesophthalma idotea Westwood, [1851]; présent en Guyane, en Guyana, au Surinam, au Brésil dans le bassin de l'Amazone.
- Mesophthalma mirita (Herrich-Schäffer, [1853]); présent au Surinam.

### Source
- Mesophthalma sur funet
- Mesophthalma sur butterflies of america